# Koreatown (Los Angeles)
Koreatown – dzielnica w zachodniej części Los Angeles w Kalifornii w USA. Zamieszkana jest przez ok. 340 000 osób. Centrum kulturalno-społeczne ludności pochodzenia koreańskiego w południowej Kalifornii.  Znaczący jej napływ datuje się od lat 70. XX wieku, podówczas oceniało się, że mieszkało tam ok. 70 000 Koreańczyków. Dzielnica ucierpiała znacząco podczas zamieszek w Los Angeles w 1992 roku. Od tego czasu notuje się spadek ludności pochodzenia koreańskiego, obecnie oceniany na ok. 18% mieszkańców. Nastąpił napływ ludności pochodzenia latynoskiego.